# Donaublick (Gemeinde Stroheim)
Donaublick ist eine Ortslage in der Gemeinde Stroheim im oberösterreichischen Hausruckviertel.
Der Ortsteil befindet sich nördlich des Hauptortes an einer der Donau zugewandten Stelle und besteht aus mehreren Einfamilienhäusern. Zusammen mit dem benachbarten Ort Kobling verfügt der Ort über eine Bushaltestelle an der Strecke von Reith nach Eferding.